# 更猴
更猴（學名Plesiadapis）是已知最早似靈長目的哺乳動物其中之一屬，生存於6千萬年前的北美洲及歐洲。牠的外觀有點像松鼠。更猴仍保有爪，眼睛在頭部的兩側，故此牠們在陸地上行走較樹上快，不過牠們卻有較多時間在樹上生活，以生果及樹葉為食物。

## 外部連結
- Mikko's Phylogeny Archive